# 開封府

河南省の開封府の位置（1820年）

開封府（かいほうふ）は、中国にかつて存在した府。五代十国時代から中華民国の初年にかけて、現在の河南省開封市一帯に設置された。

## 概要
907年（開平元年）、朱全忠の後梁により汴州が「開封府」に昇格し、後梁の東都とされた。はじめ開封府は開封・浚儀・陳留・雍丘・封丘・尉氏の6県を管轄した。鄭州の中牟・陽武、滑州の酸棗・長垣、許州の扶溝・鄢陵、宋州の襄邑、曹州の戴邑、陳州の太康の9県が開封府に編入された。
923年（同光元年）、後唐が後梁を滅ぼすと、開封府は「汴州」に降格し、宣武軍節度使の管轄にもどされた。
938年（天福3年）、後晋により「汴州」は東京に昇格し、「開封府」が置かれた。
北宋のとき、開封府は、「東京開封府」となった。東京開封府は京畿路に属し、開封・祥符・陳留・雍丘・封丘・尉氏・中牟・陽武・延津・長垣・東明・扶溝・鄢陵・考城・太康・咸平の16県を管轄した。
金のとき、開封府は南京路に属し、開封・祥符・陽武・通許・太康・中牟・杞・鄢陵・尉氏・扶溝・陳留・延津・洧川・長垣・封丘の15県と延嘉・陳橋・八角・郭橋・崔橋・圃田・陽武・万勝・白沙・圉城・馬欄橋・朱家曲・宋楼・建雄・義店管轄した。
1214年（貞祐2年）、モンゴル帝国の圧迫を受けて、金は「南京開封府」に遷都した（貞祐の南遷）。
1288年（至元25年）、元により南京路が「汴梁路」に改称された。汴梁路は河南江北等処行中書省に属し、録事司と開封・祥符・中牟・原武・鄢陵・滎沢・封丘・扶溝・陽武・杞・延津・蘭陽・通許・尉氏・太康・洧川・陳留の17県と鄭州に属する管城・滎陽・汜水・河陰の4県と許州に属する長社・長葛・郾城・襄城・臨潁の5県と陳州に属する宛丘・商水・西華・南頓・項城の5県と鈞州に属する陽翟・新鄭・密の3県と睢州に属する襄邑・考城・儀封・柘城の4県の合わせて1司17県5州州領21県を管轄した。
1368年（洪武元年）、明により汴梁路は「開封府」と改められた。開封府は河南省に属し、祥符・陳留・杞・通許・太康・尉氏・洧川・鄢陵・扶溝・中牟・陽武・原武・封丘・延津・蘭陽・儀封・新鄭の17県と陳州に属する商水・西華・項城・沈丘の4県と許州に属する・臨潁・襄城・郾城・長葛の4県と禹州に属する密県と鄭州に属する滎陽・滎沢・河陰・汜水の4県の合わせて4州30県を管轄した。
清のとき、開封府は河南省に属し、祥符・陳留・杞・通許・尉氏・洧川・鄢陵・中牟・蘭封・新鄭・密・禹州の1州11県を管轄した。
1913年、中華民国により開封府は廃止された。